# Suiza en el Festival de la Canción de Eurovisión 2023
Suiza participó en el LXVII Festival de la Canción de Eurovisión, que se celebró en Liverpool, Reino Unido del 9 al 13 de mayo de 2023, tras la imposibilidad de Ucrania de acoger el concurso por la victoria de Kalush Orchestra con la canción «Stefania». La SRG SSR, radiodifusora encargada de la participación helvética dentro del festival, decidió mantener el sistema de elección de los últimos años, utilizando un método de selección interna.
El 20 de febrero de 2023 fue anunciado el cantante Remo Forrer como el representante suizo en el festival. Su canción titulada «Watergun» fue publicada el 7 de marzo de 2023.

## Historia de Suiza en el Festival
Suiza es uno de los países fundadores del festival, debutando en 1956. Suiza ha participado en 62 ocasiones en el festival, siendo uno de los países que más veces ha participado en el concurso. Suiza ha logrado vencer en dos ocasiones el festival: la primera fue precisamente en el primer concurso de la historia, en 1956 con Lys Assia con la canción «Refrain». La segunda vez sucedió en 1986 con la entonces desconocida Céline Dion y la canción «Ne partez pas sans moi». A pesar de que Suiza es considerado como uno de los países clásicos del festival, es considerado como uno de los países menos exitosos del festival en la «era contempóranea», habiéndose clasificado a la gran final en siete ocasiones desde 2004, con solo 3 participaciones dentro de los mejores 10 del concurso.
En 2022, el artista seleccionada internamente Marius Bear, se colocó en 17.ª posición con 78 puntos en la gran final: 0 puntos del televoto (25°) y 78 del jurado profesional (12°), con el tema «Boys Do Cry».

## Representante para Eurovisión

### Elección Interna
Suiza a través de su televisora SRG SSR confirmó su participación en el Festival de la Canción de Eurovisión 2023 en el verano de 2022. La televisora decidió mantener su proceso de selección interna que ha utilizado desde 2019. El 12 de julio de 2022, la SRF publicó su reglamento para su método de selección. La candidatura será seleccionada por dos paneles distintos: uno compuesto por 100 personas locales espectadores del festival y 20 músicos profesionales internacionales que también hayan fungido como jurados profesionales en Eurovisión dentro de sus respectivos países.
El periodo de recepción de candidaturas inició el 25 de agosto hasta el 8 de septiembre de 2022 a través de la página web oficial de la SRF. Según el reglamento publicado por la televisora, las canciones pueden ser presentadas con o sin cantante definitivo sin embargo la delegación se reserva el derecho a cambiar el intérprete en cualquier momento. Así mismo no existen restricciones de idioma ni nacionalidad aunque en caso de empate tendrían preferencia los ciudadanos o residentes suizos. A finales de noviembre de 2022, el cantante rumano Ovi, a través de un publicación de Instagram, confirmó que se encontraban en la última ronda de selección para la candidatura suiza.
El 20 de febrero de 2023, de manera sorpresiva, fue anunciado el cantante de 21 años y ganador de la versión suiza de La Voz en 2020, Remo Forrer como el representante de Suiza en el Festival de Eurovisión. El 7 de marzo de 2023 será publicada su canción.

## En Eurovisión
De acuerdo a las reglas del festival, todos los concursantes deben iniciar desde las semifinales, a excepción del anfitrión (en este caso, Reino Unido), el ganador del año anterior, Ucrania y el Big Five compuesto por Alemania, España, Francia, Italia y el propio Reino Unido. En el sorteo realizado el 31 de enero de 2023, Suiza fue sorteada en la primera semifinal del festival. En este mismo sorteo, se determinó que participaría en la segunda mitad de la semifinal (posiciones 8-15). Semanas después, ya conocidos los artistas y sus respectivas canciones participantes, la producción del programa dio a conocer el orden de actuación, determinando que el país participaría en la octava posición, después de Croacia y precediendo a Israel.
El festival será transmitido como es tradición en los 3 idiomas mayoritarios del país: en alemán será comentada por Sven Epiney por decimoquinta ocasión. En italiano, los comentarios correrán por parte de Ellis Cavallini y Gian-Andrea Costa. En francés será comentada por Jean-Marc Richard, Nicolas Tanner y Priscilla Formaz. El portavoz de la votación del jurado profesional suizo será la cantante Chiara Dubey.

### Semifinal 1
Remo Forrer tomó parte de los ensayos los días 30 de abril y 3 de mayo así como de los ensayos generales con vestuario de la primera semifinal los días 8 y 9 de mayo. Suiza se presentó en la posición 8, después de Croacia y antes de Israel.
La actuación suiza tiene como directora creativa a Sacha Jean-Baptiste.
Al final del show, Suiza fue anunciada como uno de los 10 países finalistas.

### Final
Durante un sorteo previo a la rueda de prensa de los ganadores de la primera semifinal, se decidió en que mitad participaría cada finalista. Suiza fue sorteada para participar en la primera mitad de la final (posiciones 1-13).